# Colorful Daegu Pre-Championships Meeting 2010
Colorful Daegu Pre-Championships Meeting 2010 – mityng lekkoatletyczny z cyklu World Challenge Meetings, który odbył się w koreańskim Daegu 19 maja 2010 roku.

## Rezultaty

### Mężczyźni
| Konkurencja:                  | 1. miejsce        | Wynik   | 2. miejsce       | Wynik   | 3. miejsce        | Wynik   |
| Bieg na 100 m                 | Usain Bolt        | 9,86    | Michael Frater   | 10,15   | Michael Rodgers   | 10,18   |
| Bieg na 200 m                 | Ryan Bailey       | 20,58   | Marvin Anderson  | 20,59   | Rae Edwards       | 20,73   |
| Bieg na 400 m                 | Angelo Taylor     | 45,21   | Rabah Yousif     | 45,38   | Jermaine Gonzales | 45,52   |
| Bieg na 800 m                 | Mbulaeni Mulaudzi | 1:45,60 | Gilbert Kipchoge | 1:46,01 | Abraham Kiplagat  | 1:46,02 |
| Bieg na 3000 m z przeszkodami | Elijah Chelimo    | 8:14,59 | Silas Kitum      | 8:15,81 | Bisluke Kiplagat  | 8:16,68 |
| Bieg na 110 m przez płotki    | David Oliver      | 13,11   | Dayron Robles    | 13,26   | Dwight Thomas     | 13,40   |
| Trójskok                      | Randy Lewis       | 17,01   | Kim Deok-hyeon   | 16,87   | Samyr Laine       | 16,64   |
| Rzut oszczepem                | Igor Janik        | 80,46   | Park Jae-myong   | 80,11   | Mark Frank        | 78,76   |

### Kobiety
| Konkurencja:               | 1. miejsce         | Wynik   | 2. miejsce              | Wynik   | 3. miejsce                    | Wynik   |
| Bieg na 100 m              | Carmelita Jeter    | 11,00   | Veronica Campbell-Brown | 11,05   | Sherone Simpson               | 11,26   |
| Bieg na 200 m              | Bianca Knight      | 22,92   | Cydonie Mothersill      | 23,14   | Rosemarie Whyte               | 23,30   |
| Bieg na 800 m              | Kenia Sinclair     | 2:00,51 | Pamela Jelimo           | 2:01,52 | Madeleine Pape                | 2:01,88 |
| Bieg na 1500 m             | Nikki Hamblin      | 4:15,21 | Kaila McKnight          | 4:15,90 | Esther Chemtai                | 4:16,62 |
| Bieg na 100 m przez płotki | Ginnie Crawford    | 12,77   | LoLo Jones              | 12,78   | Perdita Felicien              | 12,80   |
| Skok o tyczce              | Julia Gołubczikowa | 4,65    | Carolin Hingst          | 4,50    | Silke Spiegelburg Lacy Janson | 4,50    |
| Skok w dal                 | Funmi Jimoh        | 6,68    | Jung Soon-ok            | 6,47    | Ivana Španović                | 6,37    |
| Rzut młotem                | Betty Heidler      | 75,28   | Tatiana Łysenko         | 72,36   | Kathrin Klaas                 | 72,12   |

## Rekordy
Podczas mityngu ustanowiono 1 krajowy rekord w kategorii seniorów:
| Zawodnik        | Reprezentacja    | Konkurencja                | Rezultat |
| --------------- | ---------------- | -------------------------- | -------- |
| Lee Yeon-kyoung | Korea Południowa | bieg na 100 m przez płotki | 13,12    |